# Gouézec
Gouézec (tiếng Breton: Gouezeg) là một xã của tỉnh Finistère, thuộc vùng Bretagne, miền tây bắc Pháp.

## Dân số
Người dân ở Gouézec được gọi là Gouézécois.